# ビッカース ウェルズレイ
ビッカース ウェルズレイ
- 用途：爆撃機・偵察機
- 製造者：ヴィッカース社
- 運用者

  -  イギリス（イギリス空軍）
  -  南アフリカ連邦（南アフリカ空軍）
- 初飛行：1935年6月15日
- 生産数：177機
- 運用開始：1937年

ビッカース ウェルズレイ（Vickers Wellesley）は、第二次世界大戦前のイギリス空軍で使用されたヴィッカース社製の爆撃機兼偵察機である。ヴィッカース社独特の大圏構造を最初に採用した軍用機だった。また、1938年にエジプト-オーストラリア間11,500kmを48時間の無着陸飛行の世界記録を達成した機体としても有名である。第二次世界大戦開戦時には既に時代遅れになっており、北アフリカ戦線等で偵察機として1941年まで使用された。
ウェルズレイの試作機が初めて飛んだのは、1935年6月19日である。最初の発注は96機で、続いて発注数は176機に達した。低翼の単葉機で、金属骨組みに羽布張りである。翼は極端に長い。機関銃2丁を装備し、爆弾905㎏を搭載する。ウェルズレイが投入されたのは1937年である。

## スペック
- 全長：11.97 m
- 全幅：22.73 m
- 全高：3.74 m
- 全備重量：5,074 kg
- エンジン：ブリストル・ペガサス20 空冷9気筒 925 hp ×1
- 最大速度：367 km/h
- 実用上限高度：10,000m
- 航続距離：1,790 km
- 武装
  - 爆弾900kg
  - 7.7mm機銃×2
- 乗員 2名

## 登場作品

### ゲーム
『紺碧の艦隊2 ADVANCE』
イギリスの爆撃機として登場。